# لوید گریفیث
لوید گریفیث (انگلیسی: Lloyd Griffith؛ زادهٔ ۵ ژوئیهٔ ۱۹۷۳) مجری تلویزیون، کمدین، بازیگر و خواننده اهل انگلستان است. وی از سال ۲۰۱۰ میلادی تاکنون مشغول فعالیت بوده‌است.
از فیلم‌ها یا مجموعه‌های تلویزیونی که وی در آن‌ها نقش داشته است، می‌توان به تد لاسو، گناه و بی‌نهایت اشاره نمود.